# Albuquerque Six-Guns
Albuquerque Six-Guns var ett amerikanskt professionellt ishockeylag som spelade i Central Hockey League (CHL) för säsongen 1973-1974. Laget spelade sina hemmamatcher i inomhusarenan Tingley Coliseum i Albuquerque i New Mexico.
Det var tänkt att Six-Guns skulle vara samarbetspartner till Kansas City Scouts i den nordamerikanska proffsligan National Hockey League (NHL) dock skulle Scouts ansluta sig till NHL 1974, samarbetet mellan lagen blev aldrig till verklighet eftersom Six-Guns bara existerade i ett år. De spelare som spelade för laget och lyckades få spela i NHL på egen hand var Barry Boughner, Terry Clancy, Chris Hayes, Ron Homenuke, Steve Langdon och Morris Stefaniw.